# Иващенко, Вероника Николаевна
Верони́ка Никола́евна Ива́щенко (род. 18 ноября 1990, Ростов-на-Дону, СССР) — российская телеведущая, актриса театра и кино. Ведущая программ телеканалов «Москва 24» (2015–2021) и «Спас» (с 2017). Лауреат премии Правительства Российской Федерации в области средств массовой информации (2021). Автор книги «Дочери Евы. Мир глазами православной христианки». Руководитель благотворительного проекта помощи людям «Не без нас».

## Биография
Родилась 18 ноября 1990 года в Ростове-на-Дону в семье Николая и Нины Иващенко. Есть родная сестра.
С раннего возраста снималась для фотосессий, в течение семи работала фотомоделью, снималась для таких журналов моды, как L’Officiel, ELLE, Bosco Magazine, Madame Figaro, Marie Claire, Elle Girl, Hair Mode. В 15 лет на несколько месяцев получила приглашение в Японию для съёмок.

### Актёрская деятельность
Одновременно с учёбой снималась в кино и телесериалах, дебютировав в 2007 году, сыграв в фильме «Глянец», который стал внеконкурсным фильмом-открытием программы кинофестиваля «Кинотавра-2007». По собственному признанию, «Сыграв в фильме „Глянец“, эпизодическую роль девочки, у которой дедушка инвалид, а её выдают замуж (кстати плакать пришлось сильно и семь дублей, жаль это вырезали, но я смогла сама!), стала для меня поворотом в судьбе. Больше я не могла представить себя никем, кроме как актрисой».
В 2007—2010 годах училась на режиссёрском факультете ГИТИС (мастерская Л. Е. Хейфеца), откуда перевелась на актёрский факультет ВГИК (курс А. Я. Михайлова), который с отличием окончила в 2012 году. В качестве дипломных работ сыграла роли в спектаклях «Фантазии Фарятьева» по пьесе А. Н. Соколовой (роль — Люба), «Зойкина квартира» по пьесе М. А. Булгакова (роль — Алла Вадимовна), «В ожидании Годо» по пьесе Сэмюэла Беккета (роль — Эстрагон), «В поисках радости» по пьесе В. С. Розова (роль — Вера). В 2012—2013 года сотрудничала с Московским драматическим театром имени М. Н. Ермоловой. На его сцене исполняла главную роль Снегурочки в спектакле режиссёра А. А. Кузмина-Тарасова «Снегурочка. Сцены из захолустья» по пьесе «Снегурочка» А. Н. Островского.
В 2010 году сыграла главную роль в фильме «Правдивая история об Алых парусах» — роль Ассоль и Соню Мармеладову в телесериале «Достоевский», получившего в 2012 году премию «Золотой орёл» за лучший мини-сериал. В разное время сыграла роли в фильмах «С. С. Д.» и «Завод», а также телесериалах «Ранетки» и «Беловодье. Тайна затерянной страны». 

### Журналистская деятельность
В 2015 году окончила факультет журналистики МГУ имени М. В. Ломоносова, после чего оставила профессию актрисы, занявшись журналистикой. Преподаёт журналистику в Первой академии медиа Московской международной высшей школы бизнеса (МИРБИС).
В 2015–2021 годах являлась ведущей программы новостей на телеканале «Москва 24». В 2016—2017 годы параллельно работала на телеканале «Царьград», где вела программу «Образ». В 2017 году по приглашению, Б. В. Корчевникова, незадолго до этого назначенного генеральным директором и продюсером, перешла на телеканал «Спас», где является ведущей программы «Вечер на „Спасе“». По собственному признанию: «Эта работа — счастье. Я рада быть частью команды профессионалов во главе с Борисом Корчевниковым!». 

## Личная жизнь
16 июня 2016 года вышла замуж за Сергея Васина; муж вырос в верующей православной семье.

## Награды
- Лауреат премии Правительства Российской Федерации в области средств массовой информации (2021) за вклад в развитие духовной культуры в средствах массовой информации (в числе других сотрудников телеканала «Спас»)[3].

## Фильмография
- 2007 — Глянец — Полина
- 2008 — С. С. Д. — Настя
- 2008 — Мой осенний блюз — Настя, дочь Кирилла и Люси
- 2008 — Возьми меня с собой — Диана Есаян, дочь Галины и Сергея
- 2008—2010 — Ранетки — Дина
- 2009 — Люди Шпака — Аня Шпакова, дочь Шпакова
- 2009 — Возьми меня с собой-2 — Диана Есаян, дочь Галины и Сергея
- 2010 — Правдивая история об Алых парусах — Ассоль
- 2010 — Дежурный ангел — Катя
- 2010 — Достоевский — Соня Мармеладова
- 2012—2014 — Без срока давности
- 2013 — Позднее раскаяние — Соня, внучка Прокаева
- 2013 — Киноман (короткометражный)
- 2014 — Хранительницы
- 2014 — Айроссия
- 2014 — Вдоль ночных дорог
- 2016 — Грех
- 2018 — Беловодье. Тайна затерянной страны
- 2018 — Завод — Катя, корреспондент телеканала 61 ТВ